# Saint-Ail
Saint-Ail is een gemeente in het Franse departement Meurthe-et-Moselle in de regio Grand Est en maakt deel uit van het arrondissement Briey. De gemeente telde 438 inwoners op 1 januari 2022.

## Geschiedenis
Saint-Ail maakte deel uit van het kanton Homécourt tot het op 22 maart 2015 werd opgeheven en de gemeenten werden opgenomen in het kanton Jarny.

## Geografie
De oppervlakte van Saint-Ail bedraagt 7,38 vierkante kilometer; Op 1 januari 2022 was de bevolkingsdichtheid 59,3 inwoners per km².
De onderstaande kaart toont de ligging van Saint-Ail met de belangrijkste infrastructuur en aangrenzende gemeenten.

## Demografie
Onderstaande figuur toont het verloop van het inwonertal.
Allamont · Auboué · Batilly · Boncourt · Brainville · Bruville · Chambley-Bussières · Conflans-en-Jarnisy · Dampvitoux · Doncourt-lès-Conflans · Friauville · Giraumont · Hagéville · Hannonville-Suzémont · Hatrize · Homécourt · Jarny · Jeandelize · Jouaville · Labry · Mars-la-Tour · Moineville · Moutiers · Olley · Puxe · Puxieux · Saint-Ail · Saint-Julien-lès-Gorze · Saint-Marcel · Sponville · Tronville · Valleroy · Ville-sur-Yron · Xonville